# Джуманазаров Матеке
Матеке Джуманазаров (18 червня 1906, кишлак Тангалі Сирдар'їнська область, тепер Кеґейлійський район, Каракалпакстан, Узбекистан — 24 листопада 1966, місто Нукус, тепер Каракалпакстан, Узбекистан) — радянський каракалпацький діяч, голова Президії Верховної ради Кара-Калпацької АРСР. Депутат Верховної ради Узбецької РСР. Депутат Верховної Ради СРСР 2—5-го скликань.

## Життєпис
Народився в бідній селянській родині. З 1917 року був пастухом, наймитом, працював у сільському господарстві.
З 1929 по 1931 рік навчався в Турткульській школі радянського та партійного будівництва.
Член ВКП(б) з 1931 року.
З 1931 року — заступник голови Кегейлійської районної спілки споживчих товариств Кара-Калпацької АРСР.
У 1933—1934 роках — завідувач відділу культури і пропаганди Ходжейлійського районного комітету ВКП(б) Кара-Калпацької АРСР.
У 1934—1936 роках — завідувач Кегейлійського районного фінансового відділу Кара-Калпацької АРСР.
У 1936—1937 роках — заступник голови, в 1937—1939 роках — голова виконавчого комітету Кегейлійської районної ради Кара-Калпацької АРСР.
У 1939—1940 роках — заступник народного комісара фінансів Кара-Калпацької АРСР.
У 1940—1942 роках — в апараті Кара-Калпацького обласного комітету КП(б) Узбекистану.
У 1942—1955 роках — голова Президії Верховної ради Кара-Калпацької АРСР.
У 1955—1956 роках — слухач Узбецької республіканської партійної школи.
У 1956—1960 роках — голова Президії Верховної ради Кара-Калпацької АРСР.
З 1960 року — персональний пенсіонер у місті Нукусі.
Помер 24 листопада 1966 року в місті Нукусі. Похований на цвинтарі Шорша баба в Нукусі.

## Нагороди
- два ордени Леніна
- два ордени Трудового Червоного Прапора
- орден Червоної Зірки
- два ордени «Знак Пошани» (31.01.1939,)
- медалі